# Sint-Servatiuslied
Het Sint-Servatiuslied, ook St. Servatiuslied of Sint-Servaaslied, is een aan Sint-Servaas gewijde hymne in de Rooms-Katholieke Kerk. Het lied dateert waarschijnlijk uit de late 19e eeuw en was vooral in Maastricht en Limburg populair. In Maastricht wordt het nog steeds veelvuldig gezongen tijdens de zevenjaarlijkse heiligdomsvaart, de jaarlijkse Sint-Servaasprocessie en tijdens missen in de Sint-Servaasbasiliek.

## Geschiedenis

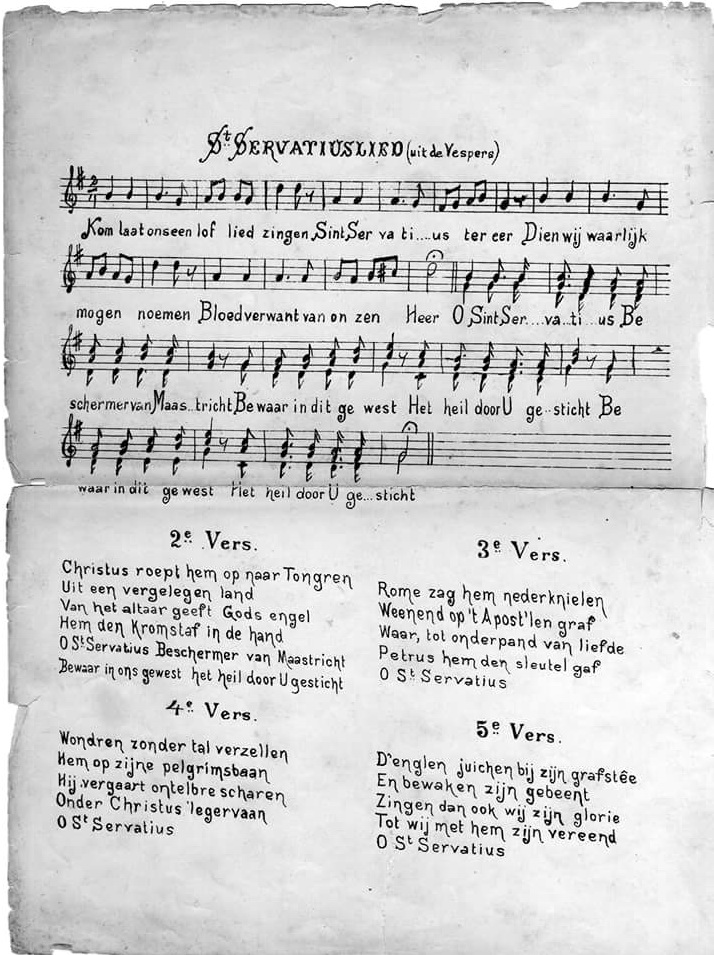
Het lied in het gedenkboek van het 15e eeuwfeest van de sterfdag van Sint-Servaas (1884)

De ontstaansgeschiedenis van het lied is niet geheel duidelijk. Volgens broeder Ananias Devries is de tekst geschreven door Jac. Vrancken (1851-1929), kapelaan van de Sint-Servaaskerk. Vrancken publiceerde een vijftigtal vrome geschriften, waaronder diverse over Sint-Servaas en andere Maastrichtse heiligen. De Franstalige tekst van zijn hymne à St. Servais komt sterk overeen met die van het Sint-Servaaslied. De melodie zou zijn geschreven door de Duitse kanunnik en componist Friedrich Schmidt (1840–1923).
Het is niet zeker wanneer het lied voor het eerst werd gezongen, maar waarschijnlijk was dat in 1884 in de Sint-Servaaskerk. Een Nederlandstalige versie van het lied verscheen dat jaar in een gedenkboek, bedoeld om de 1500e sterfdag van Sint-Servaas luister bij te zetten. In de loop van de 20e eeuw werd het lied een vast onderdeel van de diverse Sint-Servaasvieringen in de kerk. Van de heiligdomsvaarten van 1923 en 1962 zijn enkele drukwerken bekend, waarop het Sint-Servatiuslied wordt vermeld.
In de Sint-Servaasbasiliek wordt het lied nog steeds regelmatig gezongen, meestal als volkszang, soms ondersteund door het koor Cappella Sancti Servatii. Een bewerking van het lied is regelmatig te horen op de beiaard van de Sint-Servaasbasiliek.

## Tekst

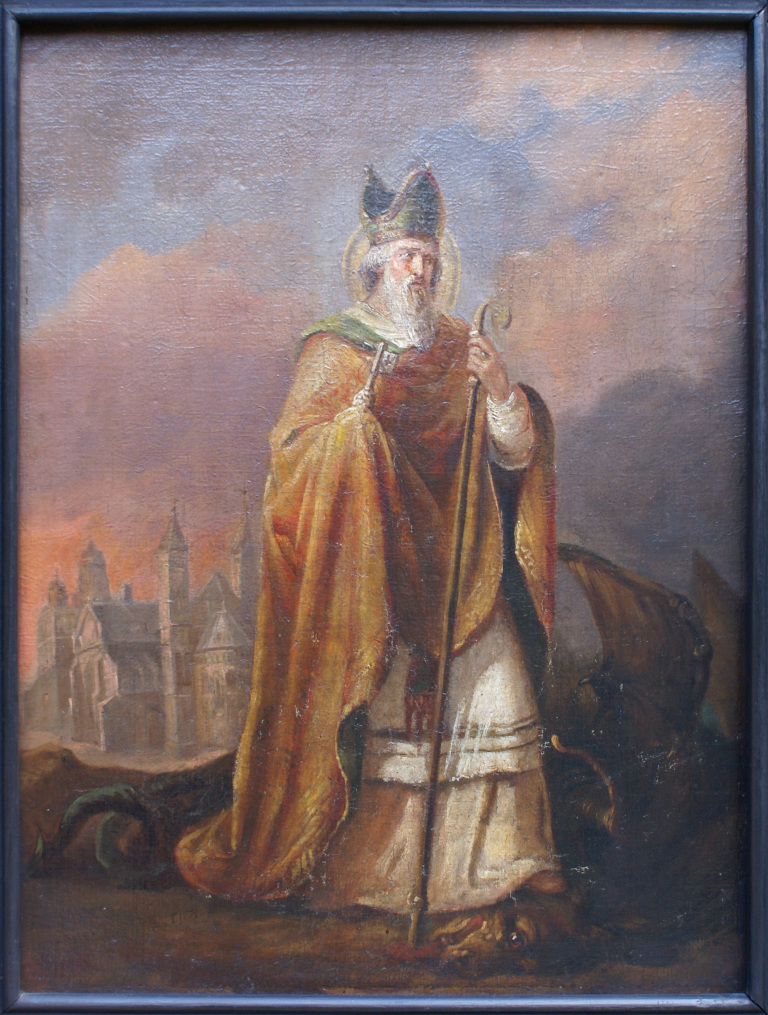
Sint-Servaas op een 19e-eeuws schilderij van Th. Schaepkens(?) met op de achtergrond de Sint-Servaaskerk

Komt laat ons een loflied zingen
Sint Servatius ter eer
Dien wij waarlijk mogen noemen
Bloedverwant van Onzen Heer.
Refrein:
O, Sint Servatius, beschermer van Maastricht,
Bewaar in dit gewest, het heil door U gesticht.
Bewaar in dit gewest, het heil door U gesticht.

Christus roept hem op naar Tongeren
Uit een vergelegen land.
Van het altaar geeft Gods engel
Hem de kromstaf in de hand.
(Refrein)
Wonderen zonder tal verg'zellen
Hem op zijne pelgrimsbaan
Hij vergaart ontelbare scharen
Onder Christus' legervaan
(Refrein)
Rome zag hem biddend, wenend
Neergeknield bij Petrus' graf
Waar tot onderpand van liefde
Petrus hem de sleutels gaf.
(Refrein)
Engelen zingen bij zijn grafsteen
En bewaren zijn gebeent
Zingen dan ook wij zijn glorie
Tot wij met hem zijn vereend.
(Refrein)

## Muziek

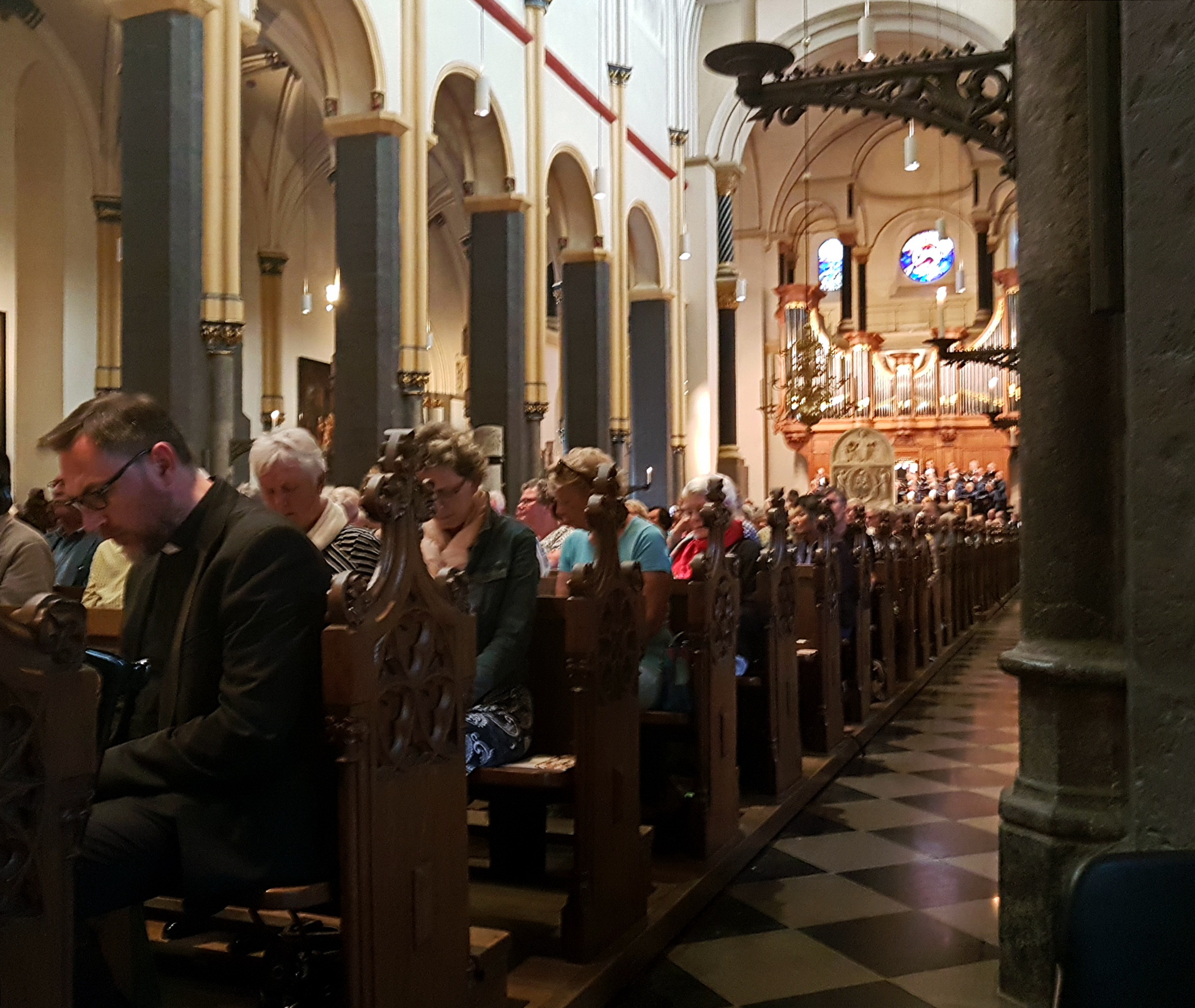
Mis in de Sint-Servaasbasiliek tijdens de heiligdomsvaart. Bij het orgel staat de Cappella Sancti Servatii

Refrein:

## Trivia
- Er bestaan minimaal zeven andere Sint-Servatiusliederen. In de Sint-Servatiuskerk in Nunhem werden vroeger twee Servaashymnen en twee Servaasliederen gezongen.[6] De oud-pastoor van de Sint-Servaasparochie in Lieshout Floris van der Putt componeerde zowel een Sint -Servaasmis als een Sint-Servaaslied.[7] In het Duitse Limburg an der Lahn wordt in de aan Sint-Servaas gewijde kerk van Offheim twee verschillende Servatiusliederen gezongen, gecomponeerd door voormalige dirigenten van het kerkkoor.[8]
- De beiaard van de Sint-Servaaskerk speelde vroeger op de hele uren het Sint-Servaaslied. Op een nacht in september 1941 ging iets stuk in het mechanisme waardoor het lied de hele nacht in vertraagd tempo doorspeelde. Vanwege de avondklok in de oorlog kon men pas tegen de ochtend iemand er bij halen om het carillon te repareren.[9]
- In 2007 schreef de Maastrichtse componist André Stolwijk nieuwe bewerkingen van het lied voor carillon. Om het kwartier klinkt een andere bewerking.[10]
- Maastrichtse varianten op de laatste regel van het refrein luiden: bewaar in dit gewes 't dröpke in de fles ("bewaar in dit gewest de drank in de fles")[3] en bewaar in dit gewes de cente in us tes ("bewaar in dit gewest het geld in onze broekzak").